# الت، بخش فایت، ویرجینیای غربی
آلت، بخش فایت، غرب ویرجینیا (به انگلیسی: Alta, Fayette County, West Virginia) یک منطقهٔ مسکونی در ایالات متحده آمریکا است که در ویرجینیای غربی واقع شده‌است.

## خصوصیات
آلت ۲۲۴٫۹۵ متر بالاتر از سطح دریا واقع شده‌است.